# Huntington Beach
Huntington Beach és una ciutat ubicada al Comtat d'Orange a Califòrnia, Estats Units d'Amèrica, de 189.594 habitants segons el cens de l'any 2000 i amb una densitat de 2.773,9 per km². Huntington Beach és la 115a ciutat més poblada del país. Limita amb l'oceà Pacífic i es troba a uns 65 quilòmetres al sud per carretera de Los Angeles. L'actual alcalde és Keith Bohr.

## Ciutats agermanades
- Anjō, Japó
- Waitakere City, Nova Zelanda